# Colaspidea globosa
Colaspidea globosa — вид комах родини листоїдів.

## Поширення
Поширений в Іспанії і Південної Франції.